# Улица Богдана Хмельницкого (Кременчуг)
Улица Богдана Хмельницкого (укр. Вулиця Богдана Хмельницького) — одна из улиц города Кременчуг (Полтавская область, Украина). Имеет протяжённость около 1900 метров. Названа в честь гетмана Богдана Хмельницкого.

## Описание
Улица начинается в центральной части города и является продолжением улицы Победы. Заканчивается на окраине города, где переходит в дорогу на Власовку.

## История

### Киевская улица
В XVIII веке на месте современной улицы Победы располагался гласис Кременчугской крепости. В 1774 году от него в сторону Власовской дороги была проложена новая улица, позже получившая название «Киевская». На улице располагался военный госпиталь, в котором в 1788 году лечился после ранения в Кинбурнском сражении полководец Александр Суворов.
В соответствии с городскими планами 1803 и 1805 годов была предусмотрена перепланировка бывшей Кременчугской крепости, Киевская улица была продлена вдоль бывшего крепостного вала до берега Днепра. При въезде со стороны Власовской дороги на улице были расположены полковой и лазаретный дворы, пороховые погреба и другие постройки военного ведомства, а также кладбище. В 1778 году на кладбище была построена деревянная церковь во имя Всех святых. В 1815 — 1847 годах на средства Кременчугской общины была сооружена каменная пятиглавая церковь с таким же названием.
Сразу за мостом на улице располагалась Кременчугская суконная фабрика, созданная в 1804 году, а также городок сукноделов. Ближе к центру города на улице размещался тюремный замок, построенный в 1805 году по проекту архитектора Андреяна Захарова, автора Адмиралтейства в Санкт-Петербурге. Далее следовала преимущественно одноэтажная жилая застройка.
Во второй половине XIX — начале XX века на улице появились промышленные предприятия: мукомольные и лесопильные заводы Амстиславского, Виленского, Садомирского и другие. Были построены доходные жилые дома, особняки, общественные здания.

### Улица Розы Люксембург
После революции 1917 года Киевская улица была переименована в честь Розы Люксембург. В 1930-х годах на ней размещались школы, школьная поликлиника, поликлиника Красного Креста, деревообрабатывающий завод, магазины.
Постройки на улице Розы Люксембург сильно пострадали во время Второй мировой войны. После войны на ней были восстановлены промышленные предприятия: мастерские табачно-махорочных фабрик, база хлебопродуктов. На месте бывшей тюрьмы был построен деревообрабатывающий комбинат.

### Улица Богдана Хмельницкого
В 1954 году в честь 300-летия воссоединения России и Украины улица была переименована в честь гетмана Богдана Хмельницкого. В 1985 году в честь 40-летия Победы во Второй мировой войне часть улицы была названа улицей Победы.
В 1957 году на улице Хмельницкого открыла свои двери новая общеобразовательная школа.

## Объекты
- Дом № 5 — бывшая морская школа
- Дом № 66 — общеобразовательная школа №2
- Реевское кладбище (не действует). На территории кладбища расположены две братские могилы воинов Красной армии, погибших во Вторую мировую войну[3][4].

## Галерея
- Общеобразовательная школа №2 на улице Хмельницкого
- Братская могила советских воинов на Реевском кладбище